# 原虎胤

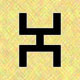
原虎胤の家紋

原 虎胤（はら とらたね）は、戦国時代の武将。はじめ千葉氏当主千葉勝胤の家臣、後に甲斐国武田氏の家臣で足軽大将。「虎胤」は諱で、ほかに信知とする記録もある。美濃守、後に剃髪して清岩と号す。武田の五名臣および武田二十四将の一人。

## 生涯
明応6年（1497年）、原友胤の子として生まれる。
『甲斐国志』によれば、元は下総国千葉氏支流である下総国衆・臼井原氏の一門であるという。『甲斐国志』によれば、永正10年、小弓城合戦にて小弓公方・足利義明軍に敗北。居城である小弓城を奪われ、父・原友胤とともに甲斐に落ち延び、武田信虎の家臣となったとされている。ただし、実際に足利義明による小弓城攻めは永正14年（1517年）の出来事であるため、史実との齟齬が指摘される。
友胤は信虎の下で功績を挙げ、虎胤も主君・信虎から「虎」の一字を貰い受けて足軽大将として活躍した。大永元年（1521年）の甲斐飯田河原戦では今川軍の福島正成（北条綱成の実父）を討ち取る功績を挙げる。
信虎追放後は信玄に仕える。一般には武田二十四将の中に数えられる事も多く、また甲陽五名臣としても名があげられている。なお、彼の子の康景は同じく甲陽五名臣の一人横田高松の養子となっている。
信濃の小笠原氏との戦いで活躍し、平瀬城の城代を任されるなど重用されていた。天文22年（1553年）、宗旨問題（虎胤は日蓮宗信者であった）で信玄に浄土宗に改宗するように迫られて拒絶したため、一時期甲斐を追放され、相模北条氏に身を寄せ善得寺の会盟の際に帰参した（『関八州古戦録』巻之三「駿甲相三家交和付原美濃守虎胤カ事」を参照）。以後引き続き武田氏の将として活躍する。この帰参の際、北条氏康は虎胤に対し惜別の念を表したと伝わる。永禄2年（1559年）に信玄が剃髪すると、同じく剃髪して清岩と号した。
永禄4年（1561年）信濃国割ヶ嶽城攻略で負傷し、同年に行われた第4次川中島の戦いには参戦せず、以後は第一線を退いている。永禄7年（1564年）1月28日に病死。享年68。

## 人物
- 信虎時代に登用された新参の家臣だけに板垣信方ら国人衆と違い信虎との関係は良好であった。信虎が追放された際は虎胤は信濃に居たが、主君追放の知らせを受けて急ぎ甲斐に帰国、板垣信方や甘利虎泰に猛抗議した話が残る。

- 死後、虎胤が称した美濃守の官位を馬場信春が引き継いだことも知られている。「（武名の高かった）鬼美濃に肖るべし」という意味もあった。

- 武勇名高い猛将で鬼美濃、夜叉美濃と渾名されて畏怖されたが、戦場で負傷した敵将を敵陣まで肩を貸して送り届けたとする逸話が残る、情け深い大将でもあったと伝わる。

- 攻城戦の名手としても名高く、虎胤の落とした城は補修が最低限で済んだと伝わる。

- その武勇から「鬼虎」と呼ばれた小畠虎盛の子の、これまた武勇で知られた小幡昌盛に信玄は「鬼の子には鬼の娘が相応しい」と評し、昌盛が虎胤の娘を正室とするよう計らった。

- 子孫である現在の原家には、信玄から賜ったと伝えられる軍配が400年以上にわたり家宝として受け継がれている。
- 千葉氏とその庶流である原氏は一族そろって鎌倉時代以来代々日蓮宗の信徒であり、虎胤も熱心な日蓮宗信徒だった。現在も長野市には虎胤開基の日蓮宗寺院（原立寺）がある。

## 関連作品
- 武田信玄（1988年、NHK大河ドラマ、演：宍戸錠）
- 風林火山（2007年、NHK大河ドラマ、演：宍戸開）

小説
- 虎の牙（2017年、講談社、武川佑)
- ほっせん（2018年、小説現代1月、武川佑）